# Flags of the World
Flags of the World (FOTW sau FotW) este o asociație vexilologică și resursă web. Proiectul său principal este cel mai mare site web din internet dedicat vexilologiei, conținând o vastă informație despre toate steagurile,. FOTW a devenit cel de-al 56-lea membru al FIAV în 2001.

## Site-ul
Un staff editorial compus din 21 de voluntari nesalarizați gestionează și editează site-ul FOTW, care conține peste 53.000 de pagini despre steaguri și peste 102.000 de imagini ale drapelelor din întreaga lume, și care de asemenea include un vast dicționar online de vexilologie. 
Site-ul e actualizat săptămânal cu material proaspăt.
| Anul | Pagini | Imagini | Imagini per pagină | Creștere cu x% | Mărire de x ori față de 1996 |
| ---- | ------ | ------- | ------------------ | -------------- | ---------------------------- |
| 1996 | 674    | 710     | 1.05               |                |                              |
| 1997 | 1100   | 1400    | 1.27               | 81%            | 1                            |
| 1998 | 1900   | 3600    | 1.89               | 120%           | 3                            |
| 1999 | 2400   | 5000    | 2.08               | 35%            | 4                            |
| 2000 | 8200   | 14900   | 1.81               | 212%           | 17                           |
| 2001 | 11400  | 20700   | 1.81               | 39%            | 23                           |
| 2002 | 16600  | 29400   | 1.77               | 43%            | 33                           |
| 2003 | 19000  | 36000   | 1.89               | 20%            | 40                           |
| 2004 | 23000  | 43000   | 1.87               | 20%            | 48                           |
| 2005 | 29000  | 54000   | 1.86               | 26%            | 60                           |
| 2006 | 31000  | 58000   | 1.87               | 7%             | 64                           |
| 2007 | 34000  | 64000   | 1.9                | 10%            | 71                           |
| 2008 | 38000  | 70000   | 1.8                | 10%            | 78                           |
| 2009 | 42000  | 78000   | 1.9                | 11%            | 87                           |
| 2010 | 45000  | 85000   | 1.9                | 8%             | 94                           |
| 2011 | 49000  | 90000   | 1.8                | 7%             | 100                          |
| 2012 | 52000  | 97000   | 1.9                | 7%             | 108                          |
| 2013 | 53000  | 102000  | 1.9                | 4%             | 112                          |

## Convenții grafice

Paleta de culori a FOTW

FOTW afișează standardizat imaginile drapelelor în format GIF, de obicei cu o înălțime de 216 pixeli. În timp ce formatul fișierului este limitat la 256 de culori,
standardul apelează la mult mai restricționata "paletă FOTW" din 36 de culori.

## Drapelul
Drapelul organizației e realizat de Mark Sensen, care a fost selectat din 10 candidate, și a fost adoptat pe 8 martie 1996. Sensen descria simbolismul lui:
„Albul semnifică pacea, albastrul e ”zborul” spre progres. Cele 6 culori ale stelelor sunt culorile de bază utilizate la drapele. Stelele formează un simbol mai mare, ele reprezintă Internetul.”
Așadar steagul acesta e una din rarile reprezentări ale Internetului pe un drapel.